# Xian de Qing'an
Le xian de Qing'an (庆安县 ; pinyin : Qìng'ān Xiàn) est un district administratif de la province du Heilongjiang en Chine. Il est placé sous la juridiction de la ville-préfecture de Suihua.

## Démographie
La population du district était de 366 985 habitants en 1999.